# Haus Rechen

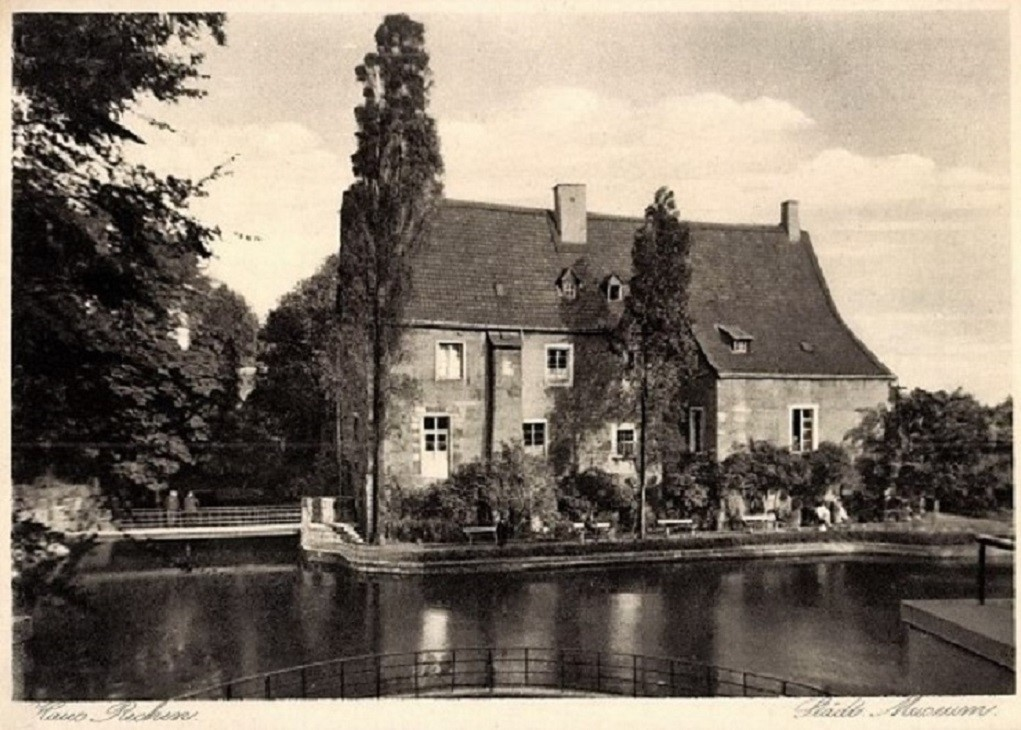
Haus Rechen, Postkarte von 1929

Haus Rechen in Bochum war ein Adelssitz im Stadtteil Ehrenfeld der Stadt Bochum im Ruhrgebiet in Nordrhein-Westfalen.

## Geschichte
Haus Rechen war ein Lehen der Grafen von Limburg-Stirum, das 1392 an das schon ab 1321 erwähnte Geschlecht der Herren von Rechen vergeben wurde. Anfang des 15. Jahrhunderts starb diese Familie aus. Der nächste bekannte Lehnsnehmer ist 1445 Johann von Galen. Nach dem Aussterben des auf Haus Rechen ansässigen Zweigs dieser Familie im Mannesstamm ging der Besitz 1543 an die Familie Schell über. 
1904 wurde das Haus an den Bauunternehmer Clemens Erlemann verkauft. Das Haus diente als Ausflugslokal, außerdem fand dort ab 1921 das Heimatmuseum einen Platz. Es wurde von dem Rektor, Stadtarchivar und Vorsitzenden der Kortum-Gesellschaft, Bernhard Kleff, eingerichtet und betrieben.
Bis zum Zweiten Weltkrieg gab es hier auch einen Park mit einem See und einem Bootsverleih. Der See war das Werk bedeutender Landschaftsarchitekten; er enthielt seltene Fischarten, an seinem Ufer brüteten exotische Vögel.
Im Zuge der Umgestaltungsplanung von Bochum in den 1930er als Gau-Hauptstadt des NS-Gaus Westfalen Süd war auch eine „Theater-Ergänzung“ vorgesehen. Darin war das Haus Rechen zum Abriss vorgesehen, dort sollte ein Parkplatz entstehen. Haus Rechen wurde am 4. November 1944 durch Brandbomben zerstört. Da die Ruinen des Hauses Rechen den Plänen des Wiederaufbaus des Schauspielhaus Bochum im Wege standen, wurden die Trümmer im Frühjahr 1951 beseitigt. Heute befinden sich die Kammerspiele auf dem Gelände.

## Beschreibung
Das mittelalterliche Haus Rechen bestand aus einem Fachwerkgebäude auf steinernem Sockel, das in einem Hausteich stand. 1543 erweiterte der damals neue Eigentümer Jörgen Schell die Gräben und Wälle und führte sie um Wirtschaftsgebäude und Ställe herum. Außerdem umgab er seinen Sitz mit einer Ringmauer. Offenbar wurde das halb verfallene Haupthaus damals auch in Stein neu aufgeführt. 1766 wurde das Bruchsteingebäude verputzt.
Abbildungen aus dem beginnenden 20. Jahrhundert zeigen einen zweistöckigen Rechteckbau über einem hohen Kellergeschoss mit steilem Satteldach und modernen Anbauten. Dieser liegt auf einer großen ovalen Insel, die wahrscheinlich ursprünglich auch die Vorburg beherbergte.